# 聽見座頭市之歌
《聽見座頭市之歌》（座頭市の歌が聞える）為1966年上映的時代劇，原作為子母澤寬的同名作品，是大映製作「座頭市系列」的第十三部。

## 演員表
- 座頭市：勝新太郎
- 黑部玄八郎：天知茂
- 阿蝶：小川真由美
- 板鼻的權藏：佐藤慶
- 琵琶法師：濱村純
- 尾管：吉川滿子
- 阿露：小村雪子
- 彌兵衛：水原浩一
- 太一：町田政則
- 阿春：東三千
- 半次：伊達三郎
- 虎松：堀北幸夫
- 為吉：木村玄
- 金兵衛：玉置一惠
- 龜五郎：藤川準
- 傳八：西岡弘善
- 一膳飯屋の爺さん：石原須磨男
- 高崎のやくざ：黑木英男、薮内武司
- 龜五郎的女僕：谷口和子

## 製作人員
- 企劃：久保寺生郎
- 導演：田中德三
- 原作：子母澤寬
- 編劇：高岩肇
- 攝影：宮川一夫
- 美術：西岡善信
- 照明：中岡源權
- 錄音：海原幸夫
- 音樂：伊福部昭
- 剪輯：菅沼完二
- 武術指導：宮內昌平
- 副導演：太田昭和
- 製作主任：村井昭彥

## 外部連結
- 互联网电影数据库（IMDb）上《聽見座頭市之歌》的资料（英文）
- AllMovie上《聽見座頭市之歌》的资料（英文）
- 爛番茄上《聽見座頭市之歌》的資料（英文）